# Aasif Mandvi
Aasif Mandviwala,  conocido por su nombre artístico Aasif Mandvi, es un actor británico nacido en la India. Mandvi es corresponsal del programa de humor The Daily Show.
Nació en Mumbai, India y su familia musulmana se mudó a Bradford, Inglaterra en 1967.  Se mudó otro vez a los 16 años a Tampa, Florida. Asistió la Universidad del Sur de la Florida y trabajó en Disney's Hollywood Studios. Apareció en producciones off Broadway en Nueva York y ganó un Premio Obie por el unipersonal Sakina's Restaurant.
En 2006 le dio una audición para The Daily Show y fue contratado inmediatamente como colaborador. Actualmente sirve como el corresponsal jefe del Oriente Medio de The Daily Show. Ha realizado varios papeles mayores en el cine incluyendo las películas The Last Airbender, The Proposal y Today's Special.

## Filmografía

### Actor
| Año           | Película                                   | Papel                                | Notas               |
| ------------- | ------------------------------------------ | ------------------------------------ | ------------------- |
| 1990          | No Retreat, No Surrender 3: Blood Brothers | Terrorista                           |                     |
| 1995          | Die Hard with a Vengeance                  | Taxista                              |                     |
| 1996          | Eddie                                      | Mohammed                             |                     |
| 1998          | The Siege                                  | Khalil Saleh                         |                     |
| 1999          | Hook'd Up                                  | El hombre hindú                      |                     |
| 1999          | Analyze This                               | Dr. Shulman                          |                     |
| 1999          | Gofer                                      | Gorby                                |                     |
| 1999          | Random Hearts                              | Vendedor en la tienda de electrónica |                     |
| 1999          | ABCD                                       | Ashok                                |                     |
| 2001          | 3 A.M.                                     | Singh                                |                     |
| 2002          | American Chai                              | Engineering Sam                      |                     |
| 2002          | The Mystic Masseur                         | Shashi                               |                     |
| 2002          | Book of Kings                              | Dr. Mitra                            |                     |
| 2002          | Oz                                         | Dr. Faraj                            |                     |
| 2003          | Undermind                                  | Shark/Roger                          |                     |
| 2004          | Spider-Man 2                               | Mr. Aziz                             |                     |
| 2005          | Sorry, Haters                              | Hassan                               |                     |
| 2005          | The War Within                             | Abdul                                |                     |
| 2006          | Freedomland                                | Dr. Anil Chatterjee                  |                     |
| 2006–2008     | Jericho                                    | Dr. Kenchy Dhuwalia                  | Serie de televisión |
| 2006–presente | The Daily Show                             | Él mismo                             | Serie de televisión |
| 2007          | Music and Lyrics                           | Khan                                 |                     |
| 2008          | Peroxide Passion                           | Beaumond                             |                     |
| 2008          | Eavesdrop                                  | Don                                  |                     |
| 2008          | The Understudy                             | Sarfras                              |                     |
| 2008          | Ghost Town                                 | Dr. Prashar                          |                     |
| 2009          | The Proposal                               | Bob Spaulding                        |                     |
| 2009          | Today's Special                            | Samir                                |                     |
| 2010          | It's Kind of a Funny Story                 | Dr. Mahmoud                          |                     |
| 2010          | The Last Airbender                         | Almirante Zhao                       |                     |
| 2010          | Margin Call                                | Ramesh Shah                          |                     |
| 2011          | Premium Rush                               | Raj                                  |                     |
| 2011          | Movie 43                                   |                                      |                     |
| 2013          | The Internship                             | Mr. Chetty                           |                     |
| 2014          | Million Dollar Arm                         | Aash                                 |                     |
| 2023          | La elefanta del mago                       | El Rey                               |                     |

### Guionista
| Año  | Película        | Notas |
| ---- | --------------- | ----- |
| 2009 | Today's Special |       |

## Teatro

### Actor
| Año  | Título              | Papel               | Notas        |
| ---- | ------------------- | ------------------- | ------------ |
| 1993 | Suburbia            | Norman Chaudry      |              |
| 1995 | Death Defying Acts  | Repartidor de pizza | En "Hotline" |
| 1997 | Crosscurrents       | Paul                |              |
| 1998 | Sakina's Restaurant |                     | Unipersonal  |
| 2002 | Oklahoma!           | Ali Hakim           | Reestreno    |

### Dramaturgo
| Año  | Título              | Notas |
| ---- | ------------------- | ----- |
| 1998 | Sakina's Restaurant |       |